# Isla Mayor
Isla Mayor – gmina w Hiszpanii, w prowincji Sewilla, w Andaluzji, o powierzchni 114,38 km². W 2011 roku gmina liczyła 5948 mieszkańców.